# Mulartshütte
Mulartshütte is een plaats in de Duitse gemeente Roetgen, deelstaat Noordrijn-Westfalen, en telt 300 inwoners.

## Geschiedenis
Van Mulartshütte was voor het eerst sprake in 1504. Hier was een ijzerhut en bestond de combinatie van houtvoorraad (voor houtskool), ijzererts en waterkracht, waartoe de Vichtbach werd benut. In de 18e eeuw was er ook lakennijverheid en in de 19e eeuw vooral ook landbouw. Tot 1934 behoorde Mulartshütte tot de gemeente Zweifall, en sinds 1969 tot de gemeente Roetgen.

## Bezienswaardigheden
- Talrijke huizen in breuksteen en vakwerk.
- Altes Jägerhaus, 18e-eeuws huis uit de tijd der lakennijverheid, tegenwoordig herberg.
- Oude spijkersmederij, met documenten over de geschiedenis van de ijzerindustrie in Mulartshütte, en een verzameling mineralen uit de Noordeifel.

## Natuur en landschap
Mulartshütte ligt aan de Vichtbach op een hoogte van 290 meter. De bosrijke omgeving is hoger.

## Nabijgelegen kernen
Rott, Lammersdorf, Venwegen, Zweifall
Mulartshütte · Roetgen · Rott

Stedenregio Aken · Regierungsbezirk Keulen · Noordrijn-Westfalen